# Olympische Sommerspiele 2020/Teilnehmer (Großbritannien)
| Gelbes Symbol für Goldmedaillen mit stilisierten Olympischen Ringen | Graues Symbol für Silbermedaillen mit stilisierten Olympischen Ringen | Braundes Symbol für Bronzemedaillen mit stilisierten Olympischen Ringen |
| ------------------------------------------------------------------- | --------------------------------------------------------------------- | ----------------------------------------------------------------------- |
| 22                                                                  | 20                                                                    | 22                                                                      |

Großbritannien nahm an den Olympischen Spielen 2020 in Tokio mit 375 Sportlern in 28 Sportarten teil. Es war die insgesamt 29. Teilnahme an Olympischen Sommerspielen.

## Teilnehmer nach Sportarten

### Badminton
| Athleten                  | Wettbewerb | Gruppenphase                         | Gruppenphase       | Gruppenphase | Gruppenphase | Achtelfinale  | Achtelfinale       | Viertelfinale          | Viertelfinale      | Halbfinale    | Halbfinale    | Finale        | Finale        | Rang          |
| Athleten                  | Wettbewerb | Gegner                               | Ergebnis           | Punkte       | Rang         | Gegner        | Ergebnis           | Gegner                 | Ergebnis           | Gegner        | Ergebnis      | Gegner        | Ergebnis      | Rang          |
| ------------------------- | ---------- | ------------------------------------ | ------------------ | ------------ | ------------ | ------------- | ------------------ | ---------------------- | ------------------ | ------------- | ------------- | ------------- | ------------- | ------------- |
| Frauen                    |            |                                      |                    |              |              |               |                    |                        |                    |               |               |               |               |               |
| Kirsty Gilmour            | Einzel     | M. Shahzad                           | 2:0 (21:14, 21:14) | 69:70        | 2            | ausgeschieden | ausgeschieden      | ausgeschieden          | ausgeschieden      | ausgeschieden | ausgeschieden | ausgeschieden | ausgeschieden | ausgeschieden |
| Kirsty Gilmour            | Einzel     | A. Yamaguchi                         | 0:2 (9:21, 18:21)  | 69:70        | 2            | ausgeschieden | ausgeschieden      | ausgeschieden          | ausgeschieden      | ausgeschieden | ausgeschieden | ausgeschieden | ausgeschieden | ausgeschieden |
| Chloe Birch Lauren Smith  | Doppel     | Y. Fukushima / S. Hirota             | 0:2 (13:21, 14:21) | 86:126       | 4            | ausgeschieden | ausgeschieden      | ausgeschieden          | ausgeschieden      | ausgeschieden | ausgeschieden | ausgeschieden | ausgeschieden | ausgeschieden |
| Chloe Birch Lauren Smith  | Doppel     | G. Polii / A. Rahayu                 | 0:2 (11:21, 13:21) | 86:126       | 4            | ausgeschieden | ausgeschieden      | ausgeschieden          | ausgeschieden      | ausgeschieden | ausgeschieden | ausgeschieden | ausgeschieden | ausgeschieden |
| Chloe Birch Lauren Smith  | Doppel     | Chow M. K. / Lee M. Y.               | 0:2 (19:21, 16:21) | 86:126       | 4            | ausgeschieden | ausgeschieden      | ausgeschieden          | ausgeschieden      | ausgeschieden | ausgeschieden | ausgeschieden | ausgeschieden | ausgeschieden |
| Männer                    |            |                                      |                    |              |              |               |                    |                        |                    |               |               |               |               |               |
| Toby Penty                | Einzel     | K. Schäfer                           | 2:0 (21:18, 21:11) | 84:60        | 1            | A. Antonsen   | 0:2 (10:21, 15:21) | ausgeschieden          | ausgeschieden      | ausgeschieden | ausgeschieden | ausgeschieden | ausgeschieden | ausgeschieden |
| Toby Penty                | Einzel     | K. Wangcharoen                       | 2:0 (21:19, 21:12) | 84:60        | 1            | A. Antonsen   | 0:2 (10:21, 15:21) | ausgeschieden          | ausgeschieden      | ausgeschieden | ausgeschieden | ausgeschieden | ausgeschieden | ausgeschieden |
| Ben Lane Sean Vendy       | Doppel     | M. F. Gideon / K. S. Sukamuljo       | 0:2 (15:21, 11:21) | 93:126       | 4            | ausgeschieden | ausgeschieden      | ausgeschieden          | ausgeschieden      | ausgeschieden | ausgeschieden | ausgeschieden | ausgeschieden | ausgeschieden |
| Ben Lane Sean Vendy       | Doppel     | Lee Y. / Wang C.-L.                  | 0:2 (17:21, 14:21) | 93:126       | 4            | ausgeschieden | ausgeschieden      | ausgeschieden          | ausgeschieden      | ausgeschieden | ausgeschieden | ausgeschieden | ausgeschieden | ausgeschieden |
| Ben Lane Sean Vendy       | Doppel     | S. Rankireddy / C. Shetty            | 0:2 (17:21, 19:21) | 93:126       | 4            | ausgeschieden | ausgeschieden      | ausgeschieden          | ausgeschieden      | ausgeschieden | ausgeschieden | ausgeschieden | ausgeschieden | ausgeschieden |
| Mixed                     |            |                                      |                    |              |              |               |                    |                        |                    |               |               |               |               |               |
| Marcus Ellis Lauren Smith | Doppel     | T. Gicquel / D. Delrue               | 2:0 (21:18, 21:17) | 126:103      | 1            | —             | —                  | Tang C. M. / Tse Y. S. | 0:2 (13:21, 18:21) | ausgeschieden | ausgeschieden | ausgeschieden | ausgeschieden | ausgeschieden |
| Marcus Ellis Lauren Smith | Doppel     | J. Hurlburt-Yu / J. Wu               | 2:0 (21:13, 21:19) | 126:103      | 1            | —             | —                  | Tang C. M. / Tse Y. S. | 0:2 (13:21, 18:21) | ausgeschieden | ausgeschieden | ausgeschieden | ausgeschieden | ausgeschieden |
| Marcus Ellis Lauren Smith | Doppel     | D. Puavaranukroh / S. Taerattanachai | 2:0 (21:12, 21:19) | 126:103      | 1            | —             | —                  | Tang C. M. / Tse Y. S. | 0:2 (13:21, 18:21) | ausgeschieden | ausgeschieden | ausgeschieden | ausgeschieden | ausgeschieden |

### Bogenschießen
Welche Sportler Großbritannien bei den Spielen in Tokio vertraten wurde am 22. April 2021 bekanntgegeben.
| Athleten                                  | Wettbewerb | Qualifikation | Qualifikation | 1. Runde          | 1. Runde | 2. Runde      | 2. Runde      | Achtelfinale  | Achtelfinale  | Viertelfinale | Viertelfinale | Halbfinale    | Halbfinale    | Finale        | Finale        | Rang          |
| Athleten                                  | Wettbewerb | Ringe         | Rang          | Gegner            | Ergebnis | Gegner        | Ergebnis      | Gegner        | Ergebnis      | Gegner        | Ergebnis      | Gegner        | Ergebnis      | Gegner        | Ergebnis      | Rang          |
| ----------------------------------------- | ---------- | ------------- | ------------- | ----------------- | -------- | ------------- | ------------- | ------------- | ------------- | ------------- | ------------- | ------------- | ------------- | ------------- | ------------- | ------------- |
| Frauen                                    |            |               |               |                   |          |               |               |               |               |               |               |               |               |               |               |               |
| Naomi Folkard                             | Einzel     | 629           | 47            | Wu J.             | 2:6      | ausgeschieden | ausgeschieden | ausgeschieden | ausgeschieden | ausgeschieden | ausgeschieden | ausgeschieden | ausgeschieden | ausgeschieden | ausgeschieden | ausgeschieden |
| Sarah Bettles                             | Einzel     | 653           | 15            | V. Acosta Giraldo | 6:4      | Wu J.         | 2:6           | ausgeschieden | ausgeschieden | ausgeschieden | ausgeschieden | ausgeschieden | ausgeschieden | ausgeschieden | ausgeschieden | ausgeschieden |
| Bryony Pitman                             | Einzel     | 634           | 38            | Tan Y.-t.         | 6:4      | A. Román      | 6:2           | J. Ossipowa   | 0:6           | ausgeschieden | ausgeschieden | ausgeschieden | ausgeschieden | ausgeschieden | ausgeschieden | ausgeschieden |
| Naomi Folkard Sarah Bettles Bryony Pitman | Mannschaft | 1916          | 9             | —                 | —        | —             | —             | Italien       | 3:5           | ausgeschieden | ausgeschieden | ausgeschieden | ausgeschieden | ausgeschieden | ausgeschieden | ausgeschieden |
| Männer                                    |            |               |               |                   |          |               |               |               |               |               |               |               |               |               |               |               |
| Patrick Huston                            | Einzel     | 658           | 25            | M. D’Almeida      | 1:7      | ausgeschieden | ausgeschieden | ausgeschieden | ausgeschieden | ausgeschieden | ausgeschieden | ausgeschieden | ausgeschieden | ausgeschieden | ausgeschieden | ausgeschieden |
| Tom Hall                                  | Einzel     | 649           | 48            | R. Shana          | 3:7      | ausgeschieden | ausgeschieden | ausgeschieden | ausgeschieden | ausgeschieden | ausgeschieden | ausgeschieden | ausgeschieden | ausgeschieden | ausgeschieden | ausgeschieden |
| James Woodgate                            | Einzel     | 652           | 38            | I. Abdullin       | 3:7      | ausgeschieden | ausgeschieden | ausgeschieden | ausgeschieden | ausgeschieden | ausgeschieden | ausgeschieden | ausgeschieden | ausgeschieden | ausgeschieden | ausgeschieden |
| Patrick Huston Tom Hall James Woodgate    | Mannschaft | 1959          | 10            | —                 | —        | —             | —             | Indonesien    | 6:0           | Niederlande   | 3:5           | ausgeschieden | ausgeschieden | ausgeschieden | ausgeschieden | ausgeschieden |
| Mixed                                     |            |               |               |                   |          |               |               |               |               |               |               |               |               |               |               |               |
| Patrick Huston Sarah Bettles              | Mannschaft | 1311          | 12            | —                 | —        | —             | —             | China         | 5:3           | Mexiko        | 0:6           | ausgeschieden | ausgeschieden | ausgeschieden | ausgeschieden | ausgeschieden |

### Boxen
| Athleten            | Wettbewerb                  | 1. Runde       | 1. Runde | Achtelfinale        | Achtelfinale  | Viertelfinale | Viertelfinale | Halbfinale    | Halbfinale      | Finale        | Finale        | Rang   |
| Athleten            | Wettbewerb                  | Gegner         | Ergebnis | Gegner              | Ergebnis      | Gegner        | Ergebnis      | Gegner        | Ergebnis        | Gegner        | Ergebnis      | Rang   |
| ------------------- | --------------------------- | -------------- | -------- | ------------------- | ------------- | ------------- | ------------- | ------------- | --------------- | ------------- | ------------- | ------ |
| Frauen              |                             |                |          |                     |               |               |               |               |                 |               |               |        |
| Charley Davison     | Fliegengewicht bis 51 kg    | R. Cheddar     | 5:0      | Chang Y.            | 0:5           | ausgeschieden | ausgeschieden | ausgeschieden | ausgeschieden   | ausgeschieden | ausgeschieden | 9      |
| Karriss Artingstall | Federgewicht bis 57 kg      | K. Kenosi      | 5:0      | J. Romeu            | 5:0           | S. Nicolson   | 3:2           | S. Irie       | 2:3             | ausgeschieden | ausgeschieden | Bronze |
| Caroline Dubois     | Leichtgewicht bis 60 kg     | D. Sadiku      | 5:0      | R. Ellis            | 3:0           | S. Seesondee  | 2:3           | ausgeschieden | ausgeschieden   | ausgeschieden | ausgeschieden | 5      |
| Lauren Price        | Mittelgewicht bis 75 kg     | —              | —        | M. Mjagmardschargal | 5:0           | A. Bylon      | 5:0           | N. Fontijn    | 3:2             | Li Q.         | 5:0           | Gold   |
| Männer              |                             |                |          |                     |               |               |               |               |                 |               |               |        |
| Galal Yafai         | Fliegengewicht bis 52 kg    | K. Soghomonjan | RSC      | P. Chinyemba        | 3:2           | Y. Veitía     | 4:1           | S. Bibossynow | 3:2             | C. Paalam     | 4:1           | Gold   |
| Peter McGrail       | Federgewicht bis 57 kg      | C. Butdee      | 0:5      | ausgeschieden       | ausgeschieden | ausgeschieden | ausgeschieden | ausgeschieden | ausgeschieden   | ausgeschieden | ausgeschieden | 17     |
| Luke McCormack      | Leichtgewicht bis 63 kg     | M. Kaushik     | 4:1      | A. Cruz             | 0:5           | ausgeschieden | ausgeschieden | ausgeschieden | ausgeschieden   | ausgeschieden | ausgeschieden | 9      |
| Pat McCormack       | Weltergewicht bis 69 kg     | Freilos        | Freilos  | A. Radsionau        | 5:0           | B. Baturov    | 4:1           | A. Walsh      | Gegner verletzt | R. Iglesias   | 0:5           | Silber |
| Benjamin Whittaker  | Halbschwergewicht bis 81 kg | J. Vivas       | 4:1      | A. Oraby            | 5:0           | K. Machado    | 3:2           | I. Chatajew   | 4:1             | A. López      | 1:4           | Silber |
| Cheavan Clarke      | Federgewicht bis 57 kg      | Freilos        | Freilos  | A. Teixeira         | 1:4           | ausgeschieden | ausgeschieden | ausgeschieden | ausgeschieden   | ausgeschieden | ausgeschieden | 9      |
| Frazer Clarke       | Superschwergewicht ab 91 kg | Freilos        | Freilos  | Z. Rohawa           | 4:1           | M. Aliev      | DSQ           | B. Jalolov    | RSC             | ausgeschieden | ausgeschieden | Bronze |

### Fechten
| Athleten        | Wettbewerb     | 1. Runde | 1. Runde | 2. Runde | 2. Runde | Achtelfinale  | Achtelfinale  | Viertelfinale | Viertelfinale | Halbfinale / Klassifikation | Halbfinale / Klassifikation | Finale / Platzierung | Finale / Platzierung | Rang          |
| Athleten        | Wettbewerb     | Gegner   | Ergebnis | Gegner   | Ergebnis | Gegner        | Ergebnis      | Gegner        | Ergebnis      | Gegner                      | Ergebnis                    | Gegner               | Ergebnis             | Rang          |
| --------------- | -------------- | -------- | -------- | -------- | -------- | ------------- | ------------- | ------------- | ------------- | --------------------------- | --------------------------- | -------------------- | -------------------- | ------------- |
| Männer          |                |          |          |          |          |               |               |               |               |                             |                             |                      |                      |               |
| Marcus Mepstead | Florett Einzel | —        | —        | M. Hamza | 13:15    | ausgeschieden | ausgeschieden | ausgeschieden | ausgeschieden | ausgeschieden               | ausgeschieden               | ausgeschieden        | ausgeschieden        | ausgeschieden |

### Fußball
Die englische Frauenmannschaft löste mit ihrem Halbfinaleinzug bei der Fußballweltmeisterschaft 2019 das Olympiaticket für Großbritannien. Der 18-köpfige Kader und die vier Reservespielerinnen wurden von der norwegischen Trainerin und Olympiasiegen Hege Riise am 27. Mai 2021 bekanntgegeben.
| Wettbewerb      | Frauen (Spiele/Tore) |
| --------------- | --- |
| Athleten        | Karen Bardsley Millie Bright (3/0) Lucy Bronze (4/0) Rachel Daly (4/0) Lauren Hemp (3/0) Steph Houghton (3/0) Sophie Ingle (4/0) Fran Kirby (2/0) Kim Little (4/0) Nikita Parris (4/0) Ellie Roebuck (4/0) Jill Scott (4/0) Georgia Stanway (4/0) Demi Stokes (3/0) Keira Walsh (3/0) Caroline Weir (4/1) Ellen White (4/6) Leah Williamson (3/0) |
| Trainer         | Hege Riise |
| P-Akkreditierte | Niamh Charles Sandy MacIver Ella Toone (1/0) Lotte Wubben-Moy |
| Gruppenphase    | Chile (2:0) Japan (1:0) Kanada (1:1) |
| Viertelfinale   | Australien (2:2; 3:4 n. V.) |
| Halbfinale      | ausgeschieden |
| Finale          | ausgeschieden |
| Platzierung     | ausgeschieden |

### Gewichtheben
| Athleten       | Wettbewerb                    | Reißen  | Reißen | Stoßen  | Stoßen | Zweikampf | Zweikampf | Rang   |
| Athleten       | Wettbewerb                    | Gewicht | Rang   | Gewicht | Rang   | Gewicht   | Rang      | Rang   |
| -------------- | ----------------------------- | ------- | ------ | ------- | ------ | --------- | --------- | ------ |
| Frauen         |                               |         |        |         |        |           |           |        |
| Zoe Smith      | Leichtgewicht bis 59 kg       | 87 kg   | 10     | 113 kg  | 7      | 200 kg    | 8         | 8      |
| Sarah Davies   | Mittelgewicht bis 64 kg       | 100 kg  | 10     | 127 kg  | 5      | 227 kg    | 5         | 5      |
| Emily Godley   | Halbschwergewicht bis 76 kg   | 98 kg   | 9      | 124 kg  | 8      | 222 kg    | 7         | 7      |
| Emily Campbell | Superschwergewicht über 87 kg | 122 kg  | 4      | 161 kg  | 2      | 283 kg    | 2         | Silber |

### Golf
| Athleten           | Runde 1 | Runde 2 | Runde 3 | Runde 4 | Gesamt | Par | Rang |
| ------------------ | ------- | ------- | ------- | ------- | ------ | --- | ---- |
| Frauen             |         |         |         |         |        |     |      |
| Mel Reid           | 73      | 75      | 76      | 69      | 293    | +9  | 55   |
| Jodi Ewart Shadoff | 74      | 68      | 70      | 72      | 264    | ±0  | 40   |
| Männer             |         |         |         |         |        |     |      |
| Paul Casey         | 67      | 68      | 66      | 68      | 269    | −15 | 4    |
| Tommy Fleetwood    | 70      | 69      | 64      | 70      | 273    | −11 | 16   |

### Hockey
Die beiden Kader wurden am 17. Juni 2021 veröffentlicht.
| Wettbewerb      | Frauen (Spiele/Tore) | Männer (Spiele/Tore) |
| --------------- | --- | --- |
| Athleten        | Giselle Ansley (8/1) Grace Balsdon (8/3) Fiona Crackles (8/0) (TW) Maddie Hinch (8/0) Sarah Jones (8/1) Hannah Martin (8/4) Shona McCallin (8/0) Lily Owsley (8/2) Hollie Pearne-Webb (8/1) Izzy Petter (8/0) Ellie Rayer (8/3) Sarah Robertson (8/1) Anna Toman (8/0) Susannah Townsend (8/1) Laura Unsworth (8/1) Leah Wilkinson (8/0) | David Ames (6/0) Liam Ansell (6/4) Brendan Creed (6/0) Adam Dixon (6/0) Jacob Draper (6/0) James Gall (6/0) Chris Griffiths (6/0) (TW) Ollie Payne (6/0) Phil Roper (6/1) Liam Sanford (6/0) Rupert Shipperley (6/1) Ian Sloan (6/0) Tom Sorsby (6/0) Zach Wallace (6/0) Jack Waller (6/1) Sam Ward (6/5) |
| P-Akkreditierte | Amy Costello (0/0) Sarah Evans (0/0) | Alan Forsyth (0/0) Harry Martin (0/0) |
| Trainer         | Mark Hager ( Australien) | Danny Kerry |
| Gruppenphase    | Deutschland (1:2) Südafrika (4:1) Indien (4:1) Niederlande (0:1) Irland (2:0) | Südafrika (3:1) Kanada (3:1) Deutschland (1:5) Niederlande (2:2) Belgien (2:2) |
| Viertelfinale   | Spanien (2:2, 2:0 n. PSO) | Indien (1:3) |
| Halbfinale      | Niederlande (1:5) | ausgeschieden |
| Finale          | Indien (4:3) | ausgeschieden |
| Platzierung     | Bronze | 5. Platz |

### Judo
| Athleten        | Wettbewerb | 1. Runde     | 1. Runde | 2. Runde | 2. Runde | Achtelfinale  | Achtelfinale  | Viertelfinale | Viertelfinale | Halbfinale / Trostrunde | Halbfinale / Trostrunde | Finale / Platz 3 | Finale / Platz 3 | Rang   |
| Athleten        | Wettbewerb | Gegner       | Ergebnis | Gegner   | Ergebnis | Gegner        | Ergebnis      | Gegner        | Ergebnis      | Gegner                  | Ergebnis                | Gegner           | Ergebnis         | Rang   |
| --------------- | ---------- | ------------ | -------- | -------- | -------- | ------------- | ------------- | ------------- | ------------- | ----------------------- | ----------------------- | ---------------- | ---------------- | ------ |
| Frauen          |            |              |          |          |          |               |               |               |               |                         |                         |                  |                  |        |
| Chelsie Giles   | bis 52 kg  | A. Rexhepi   | 11:0     | —        | —        | S. Iraoui     | 10:0          | U. Abe        | 0:1s1         | C. Van Snick            | 10s1:0                  | F. Kocher        | 10:0             | Bronze |
| Lucy Renshall   | bis 63 kg  | M. Tashiro   | 0s2:1    | —        | —        | ausgeschieden | ausgeschieden | ausgeschieden | ausgeschieden | ausgeschieden           | ausgeschieden           | ausgeschieden    | ausgeschieden    | 17     |
| Gemma Howell    | bis 70 kg  | M. Pérez     | 0s3:10s2 | —        | —        | ausgeschieden | ausgeschieden | ausgeschieden | ausgeschieden | ausgeschieden           | ausgeschieden           | ausgeschieden    | ausgeschieden    | 17     |
| Natalie Powell  | bis 78 kg  | Freilos      | Freilos  | —        | —        | Yoon H.       | 0s1:11s1      | ausgeschieden | ausgeschieden | ausgeschieden           | ausgeschieden           | ausgeschieden    | ausgeschieden    | 9      |
| Sarah Adlington | über 78 kg | N. C. Rouhou | 0s2:10s1 | —        | —        | ausgeschieden | ausgeschieden | ausgeschieden | ausgeschieden | ausgeschieden           | ausgeschieden           | ausgeschieden    | ausgeschieden    | 17     |
| Männer          |            |              |          |          |          |               |               |               |               |                         |                         |                  |                  |        |
| Ashley McKenzie | bis 60 kg  | K. Hüseynov  | 0s1:1s1  | —        | —        | ausgeschieden | ausgeschieden | ausgeschieden | ausgeschieden | ausgeschieden           | ausgeschieden           | ausgeschieden    | ausgeschieden    | 17     |

### Kanu

#### Kanurennsport
| Athleten     | Wettbewerb | Vorlauf      | Vorlauf | Viertelfinale | Viertelfinale | Halbfinale    | Halbfinale    | Finale A/B    | Finale A/B    | Rang          |
| Athleten     | Wettbewerb | Zeit         | Rang    | Zeit          | Rang          | Zeit          | Rang          | Zeit          | Rang          | Rang          |
| ------------ | ---------- | ------------ | ------- | ------------- | ------------- | ------------- | ------------- | ------------- | ------------- | ------------- |
| Frauen       |            |              |         |               |               |               |               |               |               |               |
| Katie Reid   | C-1 200 m  | 47,876 s     | 4       | 47,821 s      | 4             | ausgeschieden | ausgeschieden | ausgeschieden | ausgeschieden | ausgeschieden |
| Emily Lewis  | K-1 200 m  | 42,038 s     | 4       | 42,945 s      | 3             | ausgeschieden | ausgeschieden | ausgeschieden | ausgeschieden | ausgeschieden |
| Deborah Kerr | K-1 200 m  | 41,168 s     | 3       | 42,742 s      | 1             | 39,751 s      | 2             | 40,409 s      | 8             | 8             |
| Emily Lewis  | K-1 500 m  | 1:55,743 min | 7       | 1:51,996 min  | 4             | ausgeschieden | ausgeschieden | ausgeschieden | ausgeschieden | ausgeschieden |
| Deborah Kerr | K-1 500 m  | 1:51,375 min | 5       | 1:50,133 min  | 3             | 1:55,955 min  | 7             | ausgeschieden | ausgeschieden | ausgeschieden |
| Männer       |            |              |         |               |               |               |               |               |               |               |
| Liam Heath   | K-1 200 m  | 34,582 s     | 3       | 33,985 s      | 1             | 35,108 s      | 2             | 35,202 s      | 3             | Bronze        |

#### Kanuslalom
| Athleten              | Wettbewerb | Vorlauf  | Vorlauf | Halbfinale | Halbfinale | Finale   | Finale | Rang   |
| Athleten              | Wettbewerb | Zeit     | Rang    | Zeit       | Rang       | Zeit     | Rang   | Rang   |
| --------------------- | ---------- | -------- | ------- | ---------- | ---------- | -------- | ------ | ------ |
| Frauen                |            |          |         |            |            |          |        |        |
| Mallory Franklin      | C-1        | 105,06 s | 1       | 117,75 s   | 6          | 108,68 s | 2      | Silber |
| Kimberley Woods       | K-1        | 107,82 s | 9       | 109,00 s   | 6          | 177,09 s | 10     | 10     |
| Männer                |            |          |         |            |            |          |        |        |
| Adam Burgess          | C-1        | 99,64 s  | 3       | 106,18 s   | 8          | 103,86 s | 4      | 4      |
| Bradley Forbes-Cryans | K-1        | 93,65 s  | 13      | 96,48 s    | 5          | 100,58 s | 6      | 6      |

### Leichtathletik
Laufen und Gehen 
| Athleten                                                                           | Wettbewerb        | Runde 1      | Runde 1 | Halbfinale    | Halbfinale    | Finale        | Finale        | Rang          |
| Athleten                                                                           | Wettbewerb        | Zeit         | Rang    | Zeit          | Rang          | Zeit          | Rang          | Rang          |
| ---------------------------------------------------------------------------------- | ----------------- | ------------ | ------- | ------------- | ------------- | ------------- | ------------- | ------------- |
| Frauen                                                                             |                   |              |         |               |               |               |               |               |
| Dina Asher-Smith                                                                   | 100 m             | 11,07 s      | 2       | 11,05 s       | 3             | ausgeschieden | ausgeschieden | ausgeschieden |
| Daryll Neita                                                                       | 100 m             | 10,98 s      | 2       | 11,00 s       | 4             | 11,12 s       | 8             | 8             |
| Asha Philip                                                                        | 100 m             | 11,31 s      | 2       | 11,30 s       | 8             | ausgeschieden | ausgeschieden | ausgeschieden |
| Beth Dobbin                                                                        | 200 m             | 22,78 s      | 2       | 22,85 s       | 5             | ausgeschieden | ausgeschieden | ausgeschieden |
| Ama Pipi                                                                           | 400 m             | 51,17 s      | 4       | 51,59 s       | 7             | ausgeschieden | ausgeschieden | ausgeschieden |
| Jodie Williams                                                                     | 400 m             | 50,99 s      | 1       | 49,97 s       | 2             | 49,97 s       | 6             | 6             |
| Nicole Yeargin                                                                     | 400 m             | DSQ          | DSQ     | ausgeschieden | ausgeschieden | ausgeschieden | ausgeschieden | ausgeschieden |
| Alexandra Bell                                                                     | 800 m             | 2:00,96 min  | 4       | 1:58,83 min   | 3             | 1:57,66 min   | 7             | 7             |
| Keely Hodgkinson                                                                   | 800 m             | 2:01,59 min  | 2       | 1:59,12 min   | 1             | 1:55,88 min   | 2             | Silber        |
| Jemma Reekie                                                                       | 800 m             | 1:59,97 min  | 1       | 1:59,77 min   | 2             | 1:56,90 min   | 4             | 4             |
| Laura Muir                                                                         | 1500 m            | 4:03,89 min  | 2       | 4:00,73 min   | 2             | 3:54,50 min   | 2             | Silber        |
| Katie Snowden                                                                      | 1500 m            | 4:02,77 min  | 6       | 4:02,93 min   | 9             | ausgeschieden | ausgeschieden | ausgeschieden |
| Revée Walcott-Nolan                                                                | 1500 m            | 4:06,23 min  | 7       | ausgeschieden | ausgeschieden | ausgeschieden | ausgeschieden | ausgeschieden |
| Jessica Judd                                                                       | 5000 m            | 15:06,47 min | 13      | —             | —             | ausgeschieden | ausgeschieden | ausgeschieden |
| Amy-Eloise Markovc                                                                 | 5000 m            | 15:03,22 min | 9       | —             | —             | ausgeschieden | ausgeschieden | ausgeschieden |
| Eilish McColgan                                                                    | 5000 m            | 15:09,68 min | 10      | —             | —             | ausgeschieden | ausgeschieden | ausgeschieden |
| Jessica Judd                                                                       | 10.000 m          | —            | —       | —             | —             | 31:56,80 min  | 17            | 17            |
| Eilish McColgan                                                                    | 10.000 m          | —            | —       | —             | —             | 31:04,46 min  | 9             | 9             |
| Tiffany Porter                                                                     | 100 m Hürden      | 12,85 s      | 4       | 12,86 s       | 5             | ausgeschieden | ausgeschieden | ausgeschieden |
| Cindy Sember                                                                       | 100 m Hürden      | 13,00        | 4       | 12,76         | 7             | ausgeschieden | ausgeschieden | ausgeschieden |
| Meghan Beesley                                                                     | 400 m Hürden      | 55,91 s      | 7       | ausgeschieden | ausgeschieden | ausgeschieden | ausgeschieden | ausgeschieden |
| Jessie Knight                                                                      | 400 m Hürden      | DNF          | DNF     | ausgeschieden | ausgeschieden | ausgeschieden | ausgeschieden | ausgeschieden |
| Jessica Turner                                                                     | 400 m Hürden      | 56,83 s      | 4       | 1:00,36 min   | 7             | ausgeschieden | ausgeschieden | ausgeschieden |
| Elizabeth Bird                                                                     | 3000 m Hindernis  | 9:24,34 min  | 5       | —             | —             | 9:19,68 min   | 9             | 9             |
| Aimee Pratt                                                                        | 3000 m Hindernis  | 9:47,56 min  | 11      | —             | —             | ausgeschieden | ausgeschieden | ausgeschieden |
| Stephanie Davis                                                                    | Marathon          | —            | —       | —             | —             | 2:36:33 h     | 39            | 39            |
| Jess Piasecki                                                                      | Marathon          | —            | —       | —             | —             | 2:55:39 h     | 71            | 71            |
| Stephanie Twell                                                                    | Marathon          | —            | —       | —             | —             | 2:53:26 h     | 68            | 68            |
| Dina Asher-Smith Imani-Lara Lansiquot Daryll Neita Asha Philip                     | 4 × 100-m-Staffel | 41,55 s      | 1       | —             | —             | 41,88 s       | 3             | Bronze        |
| Zoey Clark Emily Diamond Laviai Nielsen Ama Pipi Jodie Williams Nicole Yeargin     | 4 × 400-m-Staffel | 3:23,99 min  | 3       | —             | —             | 3:22,59 min   | 5             | 5             |
| Männer                                                                             |                   |              |         |               |               |               |               |               |
| Zharnel Hughes                                                                     | 100 m             | 10,04 s      | 3       | 9,98 s        | 1             | DSQ           | DSQ           | DSQ           |
| Reece Prescod                                                                      | 100 m             | 10,12 s      | 5       | DSQ           | DSQ           | ausgeschieden | ausgeschieden | ausgeschieden |
| Chijindu Ujah                                                                      | 100 m             | 10,08 s      | 3       | 10,11 s       | 5             | ausgeschieden | ausgeschieden | ausgeschieden |
| Adam Gemili                                                                        | 200 m             | 1:58,58 min  | 7       | ausgeschieden | ausgeschieden | ausgeschieden | ausgeschieden | ausgeschieden |
| Nethaneel Mitchell-Blake                                                           | 200 m             | 20,56 s      | 5       | ausgeschieden | ausgeschieden | ausgeschieden | ausgeschieden | ausgeschieden |
| Oliver Dustin                                                                      | 800 m             | 1:46,94 min  | 6       | ausgeschieden | ausgeschieden | ausgeschieden | ausgeschieden | ausgeschieden |
| Elliot Giles                                                                       | 800 m             | 1:44,49 min  | 3       | 1:44,75 min   | 3             | ausgeschieden | ausgeschieden | ausgeschieden |
| Daniel Rowden                                                                      | 800 m             | 1:45,73 min  | 2       | 1:44,38 min   | 5             | ausgeschieden | ausgeschieden | ausgeschieden |
| Jake Heyward                                                                       | 1500 m            | 3:36,14 min  | 1       | 3:32,82 min   | 6             | 3:34,43 min   | 9             | 9             |
| Josh Kerr                                                                          | 1500 m            | 3:36,29 min  | 7       | 3:32,18 min   | 3             | 3:29,05 min   | 3             | Bronze        |
| Jake Wightman                                                                      | 1500 m            | 3:41,18 min  | 3       | 3:33,48 min   | 1             | 3:35,09 min   | 10            | 10            |
| Andrew Butchart                                                                    | 5000 m            | 13:31,27 min | 7       | —             | —             | 13:09,97 min  | 11            | 11            |
| Marc Scott                                                                         | 5000 m            | 13:39,61 min | 6       | —             | —             | ausgeschieden | ausgeschieden | ausgeschieden |
| Sam Atkin                                                                          | 10.000 m          | —            | —       | —             | —             | DNF           | DNF           | DNF           |
| Marc Scott                                                                         | 10.000 m          | —            | —       | —             | —             | 28:09,23 min  | 14            | 14            |
| David King                                                                         | 110 m Hürden      | 13,55 s      | 6       | 13,67 s       | 7             | ausgeschieden | ausgeschieden | ausgeschieden |
| Andrew Pozzi                                                                       | 110 m Hürden      | 13,50 s      | 4       | 13,32 s       | 4             | 13,30 s       | 7             | 7             |
| Phil Norman                                                                        | 3000 m Hindernis  | 8:46,57 min  | 13      | —             | —             | ausgeschieden | ausgeschieden | ausgeschieden |
| Zak Seddon                                                                         | 3000 m Hindernis  | 8:43,29 min  | 14      | —             | —             | ausgeschieden | ausgeschieden | ausgeschieden |
| Ben Connor                                                                         | Marathon          | —            | —       | —             | —             | DNF           | DNF           | DNF           |
| Callum Hawkins                                                                     | Marathon          | —            | —       | —             | —             | DNF           | DNF           | DNF           |
| Christopher Thompson                                                               | Marathon          | —            | —       | —             | —             | 2:21:29 h     | 54            | 54            |
| Tom Bosworth                                                                       | 20 km Gehen       | —            | —       | —             | —             | 1:25:57 h     | 25            | 25            |
| Callum Wilkinson                                                                   | 20 km Gehen       | —            | —       | —             | —             | 1:22:38 h     | 10            | 10            |
| Zharnel Hughes Richard Kilty Nethaneel Mitchell-Blake Chijindu Ujah                | 4 × 100-m-Staffel | DSQ          | DSQ     | —             | —             | DSQ           | DSQ           | DSQ           |
| Joe Brier Cameron Chalmers Michael Ohioze Lee Thompson                             | 4 × 400-m-Staffel | 3:03,29 min  | 6       | —             | —             | ausgeschieden | ausgeschieden | ausgeschieden |
| Mixed                                                                              |                   |              |         |               |               |               |               |               |
| Cameron Chalmers Zoey Clark Emily Diamond Lee Thompson Niclas Baker Nicole Yeargin | 4 × 400-m-Staffel | 3:11,95 min  | 4       | —             | —             | 3:12,07 min   | 6             | 6             |

 Springen und Werfen 
| Athleten        | Wettbewerb     | Qualifikation | Qualifikation | Finale        | Finale        | Rang          |
| Athleten        | Wettbewerb     | Weite/Höhe    | Rang          | Weite/Höhe    | Rang          | Rang          |
| --------------- | -------------- | ------------- | ------------- | ------------- | ------------- | ------------- |
| Frauen          |                |               |               |               |               |               |
| Emily Borthwick | Hochsprung     | 1,93 m        | 16            | ausgeschieden | ausgeschieden | 16            |
| Morgan Lake     | Hochsprung     | 1,95 m        | 7             | DNS           | DNS           | 14            |
| Holly Bradshaw  | Stabhochsprung | 4,55 m        | 1             | 4,85 m        | 3             | Bronze        |
| Abigail Irozuru | Weitsprung     | 6,75 m        | 4             | 6,51 m        | 11            | 11            |
| Jazmin Sawyers  | Weitsprung     | 6,62 m        | 11            | 6,80 m        | 8             | 8             |
| Lorraine Ugen   | Weitsprung     | 6,05 m        | 15            | ausgeschieden | ausgeschieden | 15            |
| Sophie McKinna  | Kugelstoßen    | 17,81 m       | 18            | ausgeschieden | ausgeschieden | 18            |
| Männer          |                |               |               |               |               |               |
| Tom Gale        | Hochsprung     | 2,28 m        | 13            | 2,27 m        | 11            | 11            |
| Harry Coppell   | Stabhochsprung | 5,65 m        | 12            | 5,80 m        | 7             | 7             |
| Ben Williams    | Dreisprung     | 16,30 m       | 22            | ausgeschieden | ausgeschieden | 22            |
| Scott Lincoln   | Kugelstoßen    | 20,42 m       | 18            | ausgeschieden | ausgeschieden | 18            |
| Lawrence Okoye  | Diskuswurf     | ogV           | ogV           | ausgeschieden | ausgeschieden | ausgeschieden |
| Taylor Campbell | Hammerwurf     | 71,34 m       | 28            | ausgeschieden | ausgeschieden | 28            |
| Nick Miller     | Hammerwurf     | 76,93 m       | 3             | 78,15 m       | 6             | 6             |

 Mehrkampf 
| Athletinnen               | 100 m Hürden | 100 m Hürden | Hochsprung | Hochsprung | Kugelstoßen | Kugelstoßen | 200 m | 200 m  | Weitsprung | Weitsprung | Speerwurf | Speerwurf | 800 m | 800 m  | Punkte | Rang |
| Athletinnen               | Zeit         | Punkte       | Höhe       | Punkte     | Weite       | Punkte      | Zeit  | Punkte | Weite      | Punkte     | Weite     | Punkte    | Zeit  | Punkte | Punkte | Rang |
| ------------------------- | ------------ | ------------ | ---------- | ---------- | ----------- | ----------- | ----- | ------ | ---------- | ---------- | --------- | --------- | ----- | ------ | ------ | ---- |
| Siebenkampf Frauen        |              |              |            |            |             |             |       |        |            |            |           |           |       |        |        |      |
| Katarina Johnson-Thompson | 13,27 s      | 1084         | 1,86 m     | 1054       | 13,31 m     | 748         | DSQ   | 0      | DNS        | 0          | DNF       | DNF       | DNF   | DNF    | DNF    | DNF  |

### Moderner Fünfkampf
| Athleten      | Fechten | Fechten | Schwimmen   | Schwimmen | Reiten  | Reiten | Combined     | Combined | Punkte | Rang |
| Athleten      | Bilanz  | Punkte  | Zeit        | Punkte    | Zeit    | Punkte | Zeit         | Punkte   | Punkte | Rang |
| ------------- | ------- | ------- | ----------- | --------- | ------- | ------ | ------------ | -------- | ------ | ---- |
| Frauen        |         |         |             |           |         |        |              |          |        |      |
| Kate French   | 20+1    | 221     | 2:10,18 min | 290       | 86,26 s | 294    | 12:00,34 min | 580      | 1385   | Gold |
| Joanna Muir   | 13+1    | 179     | 2:14,52 min | 281       | 78,81 s | 293    | 12:15,13 min | 565      | 1318   | 14   |
| Männer        |         |         |             |           |         |        |              |          |        |      |
| Joseph Choong | 25+1    | 252     | 1:54,87 min | 321       | 75,37 s | 286    | 11:17,53 min | 623      | 1482   | Gold |
| James Cooke   | 18+0    | 208     | 1:53,80 min | 323       | 80,41 s | 293    | 11:12,30 min | 628      | 1452   | 9    |

### Radsport

#### Bahn
| Athleten                                                          | Wettbewerb            | Qualifikation | Qualifikation | Finals          | Finals | Rang   |
| Athleten                                                          | Wettbewerb            | Zeit          | Rang          | Zeit / Punkte   | Rang   | Rang   |
| ----------------------------------------------------------------- | --------------------- | ------------- | ------------- | --------------- | ------ | ------ |
| Frauen                                                            |                       |               |               |                 |        |        |
| Katy Marchant                                                     | Sprint                | 10,495 s      | 8             | +0,099 s        | 2      | 6      |
| Katie Archibald Laura Kenny                                       | Madison               | —             | —             | 58              | 1      | Gold   |
| Katie Archibald Neah Evans Laura Kenny Josie Knight Elinor Barker | Mannschaftsverfolgung | 4:09,022 min  | 2             | 4:10,607 min    | 2      | Silber |
| Männer                                                            |                       |               |               |                 |        |        |
| Jack Carlin                                                       | Sprint                | 9,304 s       | 3             | 9,786 s 9,934 s | 3      | Bronze |
| Jason Kenny                                                       | Sprint                | 9,510 s       | 8             | +0,879 s        | 4      | 8      |
| Jack Carlin Jason Kenny Ryan Owens                                | Teamsprint            | 42,231 s      | 2             | 42,542 s        | 2      | Silber |
| Ethan Hayter Matthew Walls                                        | Madison               | —             | —             | 40              | 2      | Silber |
| Ed Clancy Ethan Hayter Ethan Vernon Oliver Wood Charlie Tanfield  | Mannschaftsverfolgung | 3:47,507 min  | 4             | 3:45,636 min    | 7      | 7      |

Keirin
| Athleten      | Wettbewerb | 1. Runde | Hoffnungslauf | Viertelfinale | Halbfinale    | Finale        | Rang          |
| Athleten      | Wettbewerb | Rang     | Rang          | Rang          | Rang          | Rang          | Rang          |
| ------------- | ---------- | -------- | ------------- | ------------- | ------------- | ------------- | ------------- |
| Frauen        |            |          |               |               |               |               |               |
| Katy Marchant | Keirin     | REL      | 1             | 5             | ausgeschieden | ausgeschieden | ausgeschieden |
| Männer        |            |          |               |               |               |               |               |
| Jack Carlin   | Keirin     | 1        | —             | 2             | 4             | 2             | 8             |
| Jason Kenny   | Keirin     | 4        | 1             | 2             | 1             | 1             | Gold          |

Omnium
| Frauen        |        |    |     |    |   |    |    |    |   |     |      |
| Laura Kenny   | Omnium | 16 | DNF | 40 | 1 | 16 | 13 | 24 | 1 | 96  | 6    |
| Männer        |        |    |     |    |   |    |    |    |   |     |      |
| Matthew Walls | Omnium | 40 | 1   | 36 | 3 | 38 | 2  | 39 | 2 | 153 | Gold |

#### Straße
| Athleten           | Wettbewerb       | Zeit         | Rang |
| ------------------ | ---------------- | ------------ | ---- |
| Frauen             |                  |              |      |
| Elizabeth Deignan  | Straßenrennen    | 3:54:31 h    | 11   |
| Anna Shackley      | Straßenrennen    | DNF          | –    |
| Anna Shackley      | Einzelzeitfahren | 34:13,60 min | 18   |
| Männer             |                  |              |      |
| Tao Geoghegan Hart | Straßenrennen    | DNF          | –    |
| Geraint Thomas     | Straßenrennen    | DNF          | –    |
| Adam Yates         | Straßenrennen    | 6:06:33 h    | 09   |
| Simon Yates        | Straßenrennen    | 6:09:04 h    | 17   |
| Tao Geoghegan Hart | Einzelzeitfahren | 1:01:44,51 h | 29   |
| Geraint Thomas     | Einzelzeitfahren | 57:46,61 min | 12   |

#### Mountainbike
| Athleten       | Wettbewerb    | Zeit      | Rang |
| -------------- | ------------- | --------- | ---- |
| Frauen         |               |           |      |
| Evie Richards  | Cross-Country | 1:19:09 h | 7    |
| Männer         |               |           |      |
| Thomas Pidcock | Cross-Country | 1:25:14 h | Gold |

#### BMX
| Athleten         | Wettbewerb | Viertelfinale | Viertelfinale | Halbfinale | Halbfinale | Finale   | Finale | Rang   |
| Athleten         | Wettbewerb | Punkte        | Rang          | Punkte     | Rang       | Zeit     | Rang   | Rang   |
| ---------------- | ---------- | ------------- | ------------- | ---------- | ---------- | -------- | ------ | ------ |
| Frauen           |            |               |               |            |            |          |        |        |
| Bethany Shriever | BMX-Rennen | 5             | 1             | 3          | 1          | 44,358 s | 1      | Gold   |
| Männer           |            |               |               |            |            |          |        |        |
| Kye Whyte        | BMX-Rennen | 9             | 2             | 8          | 2          | 39,167 s | 2      | Silber |

| Athleten              | Wettbewerb | Qualifikation | Qualifikation | Finale | Finale |
| Athleten              | Wettbewerb | Punkte        | Rang          | Punkte | Rang   |
| --------------------- | ---------- | ------------- | ------------- | ------ | ------ |
| Männer                |            |               |               |        |        |
| Declan Brooks         | Freestyle  | 76,75         | 7             | 90,80  | Bronze |
| Frauen                |            |               |               |        |        |
| Charlotte Worthington | Freestyle  | 81,50         | 4             | 97,50  | Gold   |

### Reiten

#### Dressurreiten
| Athleten                                                                       | Wettbewerb | Prozent    | Prozent  | Rang   |
| Athleten                                                                       | Wettbewerb | Grand Prix | GP Kür   | Rang   |
| ------------------------------------------------------------------------------ | ---------- | ---------- | -------- | ------ |
| Charlotte Dujardin mit Gio                                                     | Einzel     | 80,963 %   | 88,543 % | Bronze |
| Charlotte Fry mit Everdale                                                     | Einzel     | 77,096 %   | 80,614 % | 13     |
| Carl Hester mit En Vogue                                                       | Einzel     | 75,124 %   | 81,818 % | 8      |
| Charlotte Dujardin mit Gio Charlotte Fry mit Everdale Carl Hester mit En Vogue | Mannschaft | 7508,5     | 7723,0   | Bronze |

#### Springreiten
| Athleten                                                                    | Wettbewerb | Strafpunkte   | Strafpunkte   | Strafpunkte   | Strafpunkte   | Strafpunkte   | Strafpunkte   | Rang |
| Athleten                                                                    | Wettbewerb | Einzelwertung | Einzelwertung | Einzelwertung | Nationenpreis | Nationenpreis | Nationenpreis | Rang |
| Athleten                                                                    | Wettbewerb | 1. Umlauf     | 2. Umlauf     | Stechen       | 1. Umlauf     | 2. Umlauf     | Stechen       | Rang |
| --------------------------------------------------------------------------- | ---------- | ------------- | ------------- | ------------- | ------------- | ------------- | ------------- | ---- |
| Scott Brash mit Hello Jefferson                                             | Einzel     | 0,00          | 1,00          | ausgeschieden | —             | —             | —             | 7    |
| Harry Charles mit Romeo 88                                                  | Einzel     | 0,00          | aufgegeben    | aufgegeben    | —             | —             | —             | —    |
| Ben Maher mit Explosion W                                                   | Einzel     | 0,00          | 0,00          | 0,00          | —             | —             | —             | Gold |
| Harry Charles mit Romeo 88 Ben Maher mit Explosion W Holly Smith mit Denver | Mannschaft | —             | —             | —             | 20,00         | DNF           | ausgeschieden | 8    |

#### Vielseitigkeitsreiten
| Athleten                                                                                        | Wettbewerb | Minuspunkte Dressur | Minuspunkte Gelände | Minuspunkte Springen | Minuspunkte Springen | Minuspunkte Gesamt | Rang   |
| ----------------------------------------------------------------------------------------------- | ---------- | ------------------- | ------------------- | -------------------- | -------------------- | ------------------ | ------ |
| Laura Collett mit London 52                                                                     | Einzel     | 25,80               | 0,00                | 4,00                 | 8,00                 | 37,80              | 9      |
| Tom McEwen mit Toledo de Kerser                                                                 | Einzel     | 28,90               | 0,00                | 0,00                 | 0,00                 | 28,90              | Silber |
| Oliver Townend mit Ballaghmor Class                                                             | Einzel     | 23,60               | 0,00                | 4,00                 | 4,80                 | 32,40              | 5      |
| Laura Collett mit London 52 Tom McEwen mit Toledo de Kerser Oliver Townend mit Ballaghmor Class | Mannschaft | 78,30               | 0,00                | 8,00                 | —                    | 86,30              | Gold   |

### Rudern
Bei den Weltmeisterschaften 2019 qualifizierte sich das britische Team in 10 der 14 Bootsklassen für die Olympischen Spiele.
| Athleten | Wettbewerb                  | Vorlauf     | Vorlauf | Vorlauf       | Hoffnungslauf / Viertelfinale | Hoffnungslauf / Viertelfinale | Hoffnungslauf / Viertelfinale | Halbfinale  | Halbfinale | Halbfinale    | Finale        | Finale        | Rang   |
| Athleten | Wettbewerb                  | Zeit        | Platz   | Qualifikation | Zeit                          | Platz                         | Qualifikation                 | Zeit        | Platz      | Qualifikation | Zeit          | Platz         | Rang   |
| --- | --------------------------- | ----------- | ------- | ------------- | ----------------------------- | ----------------------------- | ----------------------------- | ----------- | ---------- | ------------- | ------------- | ------------- | ------ |
| Frauen |                             |             |         |               |                               |                               |                               |             |            |               |               |               |        |
| Victoria Thornley | Einer                       | 7:44,30 min | 1       | Viertelfinale | 7:59,93 min                   | 3                             | Halbfinale A/B                | 7:25,12 min | 2          | Finale A      | 7:20,39 min   | 4             | 4      |
| Emily Craig Imogen Grant | Leichtgewichts-Doppelzweier | 7:03,29 min | 2       | Halbfinale    | –                             | –                             | –                             | 6:41,99 min | 1          | Finale A      | 6:48,04 min   | 4             | 4      |
| Hannah Scott Mathilda Hodgkins-Byrne Charlotte Hodgkins-Byrne Lucy Glover                                                                 | Doppelvierer                | 6:20,80 min | 3       | Hoffnungslauf | 6:42,97 min                   | 4                             | Finale B                      | —           | —          | —             | 6:25,14 min   | 1             | 7      |
| Helen Glover Polly Swann | Zweier ohne Steuerfrau      | 7:23,98 min | 3       | Halbfinale    | –                             | –                             | –                             | 6:49,39 min | 2          | Finale A      | 6:54,96 min   | 4             | 4      |
| Rowan McKellar Harriet Taylor Karen Bennett Rebecca Shorten                                                                               | Vierer ohne Steuerfrau      | 6:41,02 min | 4       | Hoffnungslauf | 6:46,20 min                   | 1                             | Finale A                      | —           | —          | —             | 6:21,52 min   | 4             | 4      |
| Fiona Gammond Chloe Brew Emily Ford Rebecca Muzerie Caragh McMurtry Katherine Douglas Rebecca Edwards Sara Parfett Matilda Horn (Stf.)    | Achter                      | 6:26,76 min | 4       | Hoffnungslauf | 6:05,26 min                   | 5                             | -                             | —           | —          | —             | ausgeschieden | ausgeschieden | 7      |
| Männer |                             |             |         |               |                               |                               |                               |             |            |               |               |               |        |
| Graeme Thomas John Collins | Doppelzweier                | 6:12,80 min | 2       | Halbfinale    | –                             | –                             | –                             | 6:22,95 min | 2          | Finale A      | 6:06,48 min   | 4             | 4      |
| Harry Leask Angus Groom Thomas Barras Jack Beaumont                                                                                       | Doppelvierer                | 5:42,01 min | 3       | Hoffnungslauf | 5:55,91 min                   | 1                             | Finale A                      | —           | —          | —             | 5:33,75 min   | 2             | Silber |
| Oliver Cook Matthew Rossiter Rory Gibbs Sholto Carnegie                                                                                   | Vierer ohne Steuermann      | 5:55,36 min | 1       | Finale A      | –                             | –                             | –                             | —           | —          | —             | 5:45,78 min   | 4             | 4      |
| Josh Bugajski Jacob Dawson Thomas George Mohamed Sbihi Charles Elwes Oliver Wynne-Griffith James Rudkin Thomas Ford Henry Fieldman (Stm.) | Achter                      | 5:34,40 min | 3       | Hoffnungslauf | 5:23,32 min                   | 2                             | Finale                        | —           | —          | —             | 5:25,73 min   | 3             | Bronze |

### 7er-Rugby
Die Kader für Frauen und Männer wurden am 18. Juni 2021 veröffentlicht.
| Wettbewerb         | Frauen | Männer |
| ------------------ | --- | --- |
| Athleten           | Holly Aitchison Abbie Brown Abi Burton Deborah Fleming Natasha Hunt Megan Jones Jasmine Joyce Alex Matthews Helena Rowland Hannah Smith Celia Quansah Emma Uren | Dan Bibby Alec Coombes Alex Davis Robbie Fergusson Harry Glover Ben Harris Oliver Lindsay-Hague Ross McCann Max McFarland Tom Mitchell Dan Norton Ethan Waddleton |
| Trainer            | Lisa Thomson | Tom Bowen |
| Gruppenphase       | ROC (14:12) Neuseeland (21:26) Kenia (31:0) | Kanada (24:0) Japan (34:0) Fidschi (7:33) |
| Viertelfinale      | Vereinigte Staaten (21:12) | Vereinigte Staaten (26:21) |
| Halbfinale         | Frankreich (19:26) | Neuseeland (7:29) |
| Finale             | — | — |
| Platzierungsspiele | Fidschi (12:21) | Argentinien (12:17) |
| Platzierung        | 4 | 4 |

### Schießen
| Athleten                             | Wettbewerb                               | Qualifikation   | Qualifikation | Finale          | Finale        | Ringe/ Scheiben | Rang   |
| Athleten                             | Wettbewerb                               | Ringe/ Scheiben | Rang          | Ringe/ Scheiben | Rang          | Ringe/ Scheiben | Rang   |
| ------------------------------------ | ---------------------------------------- | --------------- | ------------- | --------------- | ------------- | --------------- | ------ |
| Frauen                               |                                          |                 |               |                 |               |                 |        |
| Seonaid McIntosh                     | Luftgewehr 10 Meter                      | 627,2           | 12            | ausgeschieden   | ausgeschieden | 627,2           | 12     |
| Seonaid McIntosh                     | Kleinkaliber Dreistellungskampf 50 Meter | 1167            | 14            | ausgeschieden   | ausgeschieden | 1167            | 14     |
| Kirsty Hegarty                       | Trap                                     | 116             | 16            | ausgeschieden   | ausgeschieden | 116             | 16     |
| Amber Hill                           | Skeet                                    | DNS             | DNS           | DNS             | DNS           | DNS             | DNS    |
| Männer                               |                                          |                 |               |                 |               |                 |        |
| Matthew Coward-Holley                | Trap                                     | 123 (+ 21)      | 2             | 33              | 3             | 156             | Bronze |
| Aaron Heading                        | Trap                                     | 119             | 23            | ausgeschieden   | ausgeschieden | 119             | 23     |
| Mixed                                |                                          |                 |               |                 |               |                 |        |
| Matthew Coward-Holley Kirsty Hegarty | Trap                                     | 143             | 10            | ausgeschieden   | ausgeschieden | 143             | 10     |

### Schwimmen
| Athleten                                                        | Wettbewerb          | Vorlauf        | Vorlauf | Halbfinale    | Halbfinale    | Finale         | Finale        | Rang   |
| Athleten                                                        | Wettbewerb          | Zeit           | Rang    | Zeit          | Rang          | Zeit           | Rang          | Rang   |
| --------------------------------------------------------------- | ------------------- | -------------- | ------- | ------------- | ------------- | -------------- | ------------- | ------ |
| Frauen                                                          |                     |                |         |               |               |                |               |        |
| Anna Hopkin                                                     | 50 m Freistil       | DNS            | DNS     | ausgeschieden | ausgeschieden | ausgeschieden  | ausgeschieden | –      |
| Freya Anderson                                                  | 100 m Freistil      | 53,61 s        | 14      | 53,53 s       | 11            | ausgeschieden  | ausgeschieden | 11     |
| Anna Hopkin                                                     | 100 m Freistil      | 52,75 s NR     | 3       | 53,11 s       | 8             | 52,83 s        | 7             | 7      |
| Freya Anderson                                                  | 200 m Freistil      | 1:56,96 min    | 11      | 1:57,10 min   | 12            | ausgeschieden  | ausgeschieden | 12     |
| Sarah Vasey                                                     | 100 m Brust         | 1:06,61 min    | 11      | 1:06,87 min   | 11            | ausgeschieden  | ausgeschieden | 11     |
| Molly Renshaw                                                   | 200 m Brust         | 2:22,99 min    | 6       | 2:22,70 min   | 7             | 2:22,65 min    | 6             | 6      |
| Abbie Wood                                                      | 200 m Brust         | 2:24,13 min    | 15      | 2:22,35 min   | 6             | 2:23,72 min    | 7             | 7      |
| Kathleen Dawson                                                 | 100 m Rücken        | 58,69 s        | 4       | 58,56 s       | 5             | 58,70 s        | 6             | 6      |
| Cassie Wild                                                     | 100 m Rücken        | 59,99 s        | 14      | 1:00,20 min   | 14            | ausgeschieden  | ausgeschieden | 14     |
| Cassie Wild                                                     | 200 m Rücken        | 2:12,93 min    | 21      | ausgeschieden | ausgeschieden | ausgeschieden  | ausgeschieden | 21     |
| Harriet Jones                                                   | 100 m Schmetterling | 58,73 s        | 21      | ausgeschieden | ausgeschieden | ausgeschieden  | ausgeschieden | 21     |
| Laura Stephens                                                  | 200 m Schmetterling | 2:09,00 min    | 7       | 2:09,49 min   | 10            | ausgeschieden  | ausgeschieden | 10     |
| Alys Thomas                                                     | 200 m Schmetterling | 2:09,06 min    | 8       | 2:09,07 min   | 8             | 2:07,90 min    | 7             | 7      |
| Alicia Wilson                                                   | 200 m Lagen         | 2:10,39 min    | 9       | 2:10,59 min   | 8             | 2:12,86 min    | 8             | 8      |
| Abbie Wood                                                      | 200 m Lagen         | 2:09,94 min    | 3       | 2:09,56 min   | 2             | 2:09,15 min    | 4             | 4      |
| Aimee Willmott                                                  | 400 m Lagen         | 4:35,28 min    | 2       | —             | —             | 4:38,30 min    | 7             | 7      |
| Lucy Hope Anna Hopkin Abbie Wood Freya Anderson                 | 4 × 100 m Freistil  | 3:34,03 min NR | 4       | —             | —             | 3:33,96 min NR | 5             | 5      |
| Cassie Wild Sarah Vasey Harriet Jones Freya Anderson            | 4 × 100 m Lagen     | 3:58,12 min    | 9       | —             | —             | ausgeschieden  | ausgeschieden | 9      |
| Alice Dearing                                                   | 10 km Freiwasser    | —              | —       | —             | —             | 2:05:03,2 h    | 19            | 19     |
| Männer                                                          |                     |                |         |               |               |                |               |        |
| Benjamin Proud                                                  | 50 m Freistil       | 21,93 s        | 13      | 21,67 s       | 5             | 21,72 s        | 5             | 5      |
| Matthew Richards                                                | 100 m Freistil      | DNS            | DNS     | DNS           | DNS           | DNS            | DNS           | –      |
| Jacob Whittle                                                   | 100 m Freistil      | 48,44 s        | 16      | 48,11 s       | 13            | ausgeschieden  | ausgeschieden | 13     |
| Tom Dean                                                        | 200 m Freistil      | 1:45,24 min    | 3       | 1:45,34 min   | 4             | 1:44,22 min    | 1             | Gold   |
| Duncan Scott                                                    | 200 m Freistil      | 1:45,37 min    | 5       | 1:44,60 min   | 1             | 1:44,26 min    | 2             | Silber |
| Kieran Bird                                                     | 400 m Freistil      | 3:48,55 min    | 20      | —             | —             | ausgeschieden  | ausgeschieden | 20     |
| Kieran Bird                                                     | 800 m Freistil      | 7:57,53 min    | 25      | —             | —             | ausgeschieden  | ausgeschieden | 25     |
| Daniel Jervis                                                   | 1500 m Freistil     | 14:50,22 min   | 5       | —             | —             | 14:55,85 min   | 5             | 5      |
| Luke Greenbank                                                  | 100 m Rücken        | 53,79 s        | 17      | ausgeschieden | ausgeschieden | ausgeschieden  | ausgeschieden | 17     |
| Luke Greenbank                                                  | 200 m Rücken        | 1:54,63 min    | 1       | 1:54,98 min   | 2             | 1:54,72 min    | 3             | Bronze |
| Brodie Williams                                                 | 200 m Rücken        | 1:57,48 min    | 12      | 1:57,73 min   | 15            | ausgeschieden  | ausgeschieden | 15     |
| Adam Peaty                                                      | 100 m Brust         | 57,56 s        | 1       | 57,63 s       | 1             | 57,37 s        | 1             | Gold   |
| James Wilby                                                     | 100 m Brust         | 58,99 s        | 6       | 59,00 s       | 6             | 58,96 s        | 5             | 5      |
| Ross Murdoch                                                    | 200 m Brust         | 2:09,95 min    | 16      | 2:09,97 min   | 12            | ausgeschieden  | ausgeschieden | 12     |
| James Wilby                                                     | 200 m Brust         | 2:09,70 min    | 15      | 2:07,91 min   | 2             | 2:08,19 min    | 6             | 6      |
| James Guy                                                       | 100 m Schmetterling | DNS            | DNS     | DNS           | DNS           | DNS            | DNS           | –      |
| Jacob Peters                                                    | 100 m Schmetterling | 52,07 s        | 24      | ausgeschieden | ausgeschieden | ausgeschieden  | ausgeschieden | 24     |
| Joe Litchfield                                                  | 200 m Lagen         | 2:00,11 min    | 34      | ausgeschieden | ausgeschieden | ausgeschieden  | ausgeschieden | 34     |
| Duncan Scott                                                    | 200 m Lagen         | 1:57,39 min    | 5       | 1:56,69 min   | 2             | 1:55,28 min    | 2             | Silber |
| Max Litchfield                                                  | 400 m Lagen         | 4:10,20 min    | 8       | —             | —             | 4:10,58 min    | 4             | 4      |
| Brodie Williams                                                 | 400 m Lagen         | 4:17,27 min    | 21      | —             | —             | ausgeschieden  | ausgeschieden | 21     |
| James Guy Matthew Richards Joe Litchfield Jacob Whittle         | 4 × 100 m Freistil  | 3:13,17 min    | 9       | —             | —             | ausgeschieden  | ausgeschieden | 9      |
| Tom Dean James Guy Calum Jarvis Matthew Richards Duncan Scott   | 4 × 200 m Freistil  | 7:03,25 min    | 1       | —             | —             | 6:58,58 min    | 1             | Gold   |
| Luke Greenbank James Guy Duncan Scott Adam Peaty James Wilby    | 4 × 100 m Lagen     | 3:37,43 min    | 2       | —             | —             | 3:27,51 min    | 2             | Silber |
| Hector Pardoe                                                   | 10 km Freiwasser    | —              | —       | —             | —             | DNF            | DNF           | DNF    |
| Mixed                                                           |                     |                |         |               |               |                |               |        |
| Freya Anderson Kathleen Dawson James Guy Anna Hopkin Adam Peaty | 4 × 100 m Lagen     | 3:38,75 min    | 1       | —             | —             | 3:37,58 min    | 1             | Gold   |

### Segeln
| Athleten                      | Wettbewerb      | Qualifikation | Qualifikation | Medal Race    | Medal Race    | Punkte | Rang   |
| Athleten                      | Wettbewerb      | Punkte        | Rang          | Punkte        | Rang          | Punkte | Rang   |
| ----------------------------- | --------------- | ------------- | ------------- | ------------- | ------------- | ------ | ------ |
| Frauen                        |                 |               |               |               |               |        |        |
| Emma Wilson                   | Windsurfen RS:X | 34            | 2             | 4             | 2             | 38     | Bronze |
| Alison Young                  | Laser Radial    | 117           | 10            | 16            | 8             | 133    | 10     |
| Hannah Mills Eilidh McIntyre  | 470er           | 28            | 1             | 10            | 5             | 38     | Gold   |
| Charlotte Dobson Saskia Tidey | 49erFX          | 81            | 5             | 14            | 7             | 95     | 6      |
| Männer                        |                 |               |               |               |               |        |        |
| Tom Squires                   | Windsurfen RS:X | 68            | 6             | 14            | 7             | 82     | 7      |
| Elliot Hanson                 | Laser           | 104           | 12            | ausgeschieden | ausgeschieden | 104    | 12     |
| Giles Scott                   | Finn Dinghy     | 28            | 1             | 8             | 4             | 36     | Gold   |
| Luke Patience Chris Grube     | 470er           | 54            | 5             | 16            | 8             | 70     | 5      |
| Dylan Fletcher Stuart Bithell | 49er            | 56            | 2             | 2             | 1             | 58     | Gold   |
| Mixed                         |                 |               |               |               |               |        |        |
| Anna Burnet John Gimson       | Nacra 17        | 35            | 2             | 10            | 5             | 45     | Silber |

### Skateboard
| Athleten        | Wettbewerb | Qualifikation | Qualifikation | Finale        | Finale        | Rang   |
| Athleten        | Wettbewerb | Punkte        | Rang          | Punkte        | Rang          | Rang   |
| --------------- | ---------- | ------------- | ------------- | ------------- | ------------- | ------ |
| Frauen          |            |               |               |               |               |        |
| Sky Brown       | Park       | 57,40         | 2             | 56,47         | 3             | Bronze |
| Bombette Martin | Park       | 16,21         | 18            | ausgeschieden | ausgeschieden | 18     |

### Sportklettern
Über die Weltmeisterschaften 2019 in Japan hatte sich Shauna Coxsey einen Quotenplatz gesichert. Am 11. Februar 2020 wurde ihre Nominierung bestätigt. Somit war Coxsey die erste britische Sportkletterin bei Olympischen Spielen.
| Athleten      | Wettbewerb             | Qualifikation | Qualifikation | Qualifikation | Qualifikation | Qualifikation | Finale        | Finale        | Finale        | Finale        | Finale        | Rang |
| Athleten      | Wettbewerb             | Speed         | Bouldern      | Schwierigkeit | Punkte        | Rang          | Speed         | Bouldern      | Schwierigkeit | Punkte        | Rang          | Rang |
| ------------- | ---------------------- | ------------- | ------------- | ------------- | ------------- | ------------- | ------------- | ------------- | ------------- | ------------- | ------------- | ---- |
| Frauen        |                        |               |               |               |               |               |               |               |               |               |               |      |
| Shauna Coxsey | Olympische Kombination | 16            | 4             | 13            | 832           | 10            | ausgeschieden | ausgeschieden | ausgeschieden | ausgeschieden | ausgeschieden | 10   |

### Synchronschwimmen
Das britische Duett qualifizierte sich als Vertreter der Europameisterschaften 2019. Die offizielle Nominierung der beiden Sportlerinnen erfolgte am 22. Juni 2021.
| Athletinnen                   | Wettbewerb | Qualifikation     | Qualifikation     | Qualifikation  | Qualifikation  | Qualifikation | Qualifikation | Finale         | Finale         | Finale           | Finale           |
| Athletinnen                   | Wettbewerb | Technische Kür TK | Technische Kür TK | Freie Kür FK-Q | Freie Kür FK-Q | Gesamt        | Gesamt        | Freie Kür FK-F | Freie Kür FK-F | Gesamt TK + FK-F | Gesamt TK + FK-F |
| Athletinnen                   | Wettbewerb | Punkte            | Rang              | Punkte         | Rang           | Punkte        | Rang          | Punkte         | Rang           | Punkte           | Rang             |
| ----------------------------- | ---------- | ----------------- | ----------------- | -------------- | -------------- | ------------- | ------------- | -------------- | -------------- | ---------------- | ---------------- |
| Frauen                        |            |                   |                   |                |                |               |               |                |                |                  |                  |
| Kate Shortman Isabelle Thorpe | Duett      | 84,7333           | 15                | 85,1548        | 14             | 169,8881      | 14            | ausgeschieden  | ausgeschieden  | ausgeschieden    | ausgeschieden    |

### Taekwondo
Während der Qualifikationsperiode konnten britische Taekwondoin in fünf der acht Gewichtsklassen Quotenplätze erreichen. Die offizielle Nominierung der fünf Athleten erfolgte am 1. Juni 2021.
| Athleten        | Wettbewerb        | Achtelfinale | Achtelfinale | Viertelfinale | Viertelfinale | Hoffnungsrunde Halbfinale | Hoffnungsrunde Halbfinale | Halbfinale    | Halbfinale    | Hoffnungsrunde Finale | Hoffnungsrunde Finale | Finale        | Finale        | Rang   |
| Athleten        | Wettbewerb        | Gegner       | Erg.         | Gegner        | Erg.          | Gegner                    | Erg.                      | Gegner        | Erg.          | Gegner                | Erg.                  | Gegner        | Erg.          | Rang   |
| --------------- | ----------------- | ------------ | ------------ | ------------- | ------------- | ------------------------- | ------------------------- | ------------- | ------------- | --------------------- | --------------------- | ------------- | ------------- | ------ |
| Frauen          |                   |              |              |               |               |                           |                           |               |               |                       |                       |               |               |        |
| Jade Jones      | Klasse bis 57 kg  | K. Alisadeh  | 12:16        | ausgeschieden | ausgeschieden | ausgeschieden             | ausgeschieden             | ausgeschieden | ausgeschieden | ausgeschieden         | ausgeschieden         | ausgeschieden | ausgeschieden | 11     |
| Lauren Williams | Klasse bis 67 kg  | M. Paseka    | RSC          | H. Wahba      | 13:12         | —                         | —                         | R. Gbagbi     | 24:18         | —                     | —                     | M. Jelić      | 22:25         | Silber |
| Bianca Walkden  | Klasse über 67 kg | R. Oogink    | w.o.         | C. Deniz      | 17:7          | —                         | —                         | D.-b. Lee     | 24:25         | ausgeschieden         | ausgeschieden         | A. Kowalczuk  | 7:3           | Bronze |
| Männer          |                   |              |              |               |               |                           |                           |               |               |                       |                       |               |               |        |
| Bradly Sinden   | Klasse bis 68 kg  | T. Burns     | 53:8         | H. Reçber     | 39:19         | —                         | —                         | S. Zhao       | 33:25         | —                     | —                     | U. Rashitov   | 29:34         | Silber |
| Mahama Cho      | Klasse über 80 kg | H. Sun       | 4:7          | ausgeschieden | ausgeschieden | ausgeschieden             | ausgeschieden             | ausgeschieden | ausgeschieden | ausgeschieden         | ausgeschieden         | ausgeschieden | ausgeschieden | 11     |

### Tennis
| Athleten                  | Wettbewerb | 1. Runde                 | 1. Runde           | 2. Runde      | 2. Runde      | Achtelfinale                | Achtelfinale   | Viertelfinale       | Viertelfinale     | Halbfinale    | Halbfinale    | Finale / Platz 3 | Finale / Platz 3 |
| Athleten                  | Wettbewerb | Gegner                   | Ergebnis           | Gegner        | Ergebnis      | Gegner                      | Ergebnis       | Gegner              | Ergebnis          | Gegner        | Ergebnis      | Gegner           | Ergebnis         |
| ------------------------- | ---------- | ------------------------ | ------------------ | ------------- | ------------- | --------------------------- | -------------- | ------------------- | ----------------- | ------------- | ------------- | ---------------- | ---------------- |
| Frauen                    |            |                          |                    |               |               |                             |                |                     |                   |               |               |                  |                  |
| Heather Watson            | Einzel     | A.-L. Friedsam           | 6:75, 3:6          | ausgeschieden | ausgeschieden | ausgeschieden               | ausgeschieden  | ausgeschieden       | ausgeschieden     | ausgeschieden | ausgeschieden | ausgeschieden    | ausgeschieden    |
| Männer                    |            |                          |                    |               |               |                             |                |                     |                   |               |               |                  |                  |
| Liam Broady               | Einzel     | F. Cerúndolo             | 7:5, 4:64, 6:2     | H. Hurkacz    | 7:5, 3:6, 6:3 | J. Chardy                   | 4:63, 6:4, 1:6 | ausgeschieden       | ausgeschieden     | ausgeschieden | ausgeschieden | ausgeschieden    | ausgeschieden    |
| Andy Murray Joe Salisbury | Doppel     | P.-H. Herbert / N. Mahut | 6:3, 6:2           | —             | —             | K. Krawietz / T. Pütz       | 7:62, 6:2      | M. Čilić / I. Dodig | 6:4, 6:72, [7:10] | ausgeschieden | ausgeschieden | ausgeschieden    | ausgeschieden    |
| Jamie Murray Neal Skupski | Doppel     | A. Molteni / H. Zeballos | 6:73, 6:4, [13:11] | —             | —             | B. McLachlan / K. Nishikori | 3:6, 4:6       | ausgeschieden       | ausgeschieden     | ausgeschieden | ausgeschieden | ausgeschieden    | ausgeschieden    |

### Tischtennis
| Athleten       | Wettbewerb | 1. Runde     | 1. Runde | 2. Runde      | 2. Runde      | 3. Runde      | 3. Runde      | Achtelfinale  | Achtelfinale  | Viertelfinale | Viertelfinale | Halbfinale    | Halbfinale    | Finale/Platz 3 | Finale/Platz 3 | Rang  |
| Athleten       | Wettbewerb | Gegner       | Erg.     | Gegner        | Erg.          | Gegner        | Erg.          | Gegner        | Erg.          | Gegner        | Erg.          | Gegner        | Erg.          | Gegner         | Erg.           | Rang  |
| -------------- | ---------- | ------------ | -------- | ------------- | ------------- | ------------- | ------------- | ------------- | ------------- | ------------- | ------------- | ------------- | ------------- | -------------- | -------------- | ----- |
| Frauen         |            |              |          |               |               |               |               |               |               |               |               |               |               |                |                |       |
| Tin-Tin Ho     | Einzel     | Manika Batra | 0:4      | ausgeschieden | ausgeschieden | ausgeschieden | ausgeschieden | ausgeschieden | ausgeschieden | ausgeschieden | ausgeschieden | ausgeschieden | ausgeschieden | ausgeschieden  | ausgeschieden  | 49–64 |
| Männer         |            |              |          |               |               |               |               |               |               |               |               |               |               |                |                |       |
| Liam Pitchford | Einzel     | —            | —        | —             | —             | Darko Jorgić  | 2:4           | ausgeschieden | ausgeschieden | ausgeschieden | ausgeschieden | ausgeschieden | ausgeschieden | ausgeschieden  | ausgeschieden  | 17–32 |
| Paul Drinkhall | Einzel     | Nima Alamian | 4:1      | Robert Gardos | 4:1           | Jang Woo-jin  | 1:4           | ausgeschieden | ausgeschieden | ausgeschieden | ausgeschieden | ausgeschieden | ausgeschieden | ausgeschieden  | ausgeschieden  | 17–32 |

### Triathlon
| Athleten                                                          | Wettbewerb | Zeit      | Rang   |
| ----------------------------------------------------------------- | ---------- | --------- | ------ |
| Frauen                                                            |            |           |        |
| Georgia Taylor-Brown                                              | Einzel     | 1:56:50 h | Silber |
| Jessica Learmonth                                                 | Einzel     | 1:58:28 h | 9      |
| Vicky Holland                                                     | Einzel     | 2:00:10 h | 13     |
| Männer                                                            |            |           |        |
| Alex Yee                                                          | Einzel     | 1:45:15 h | Silber |
| Jonathan Brownlee                                                 | Einzel     | 1:45:53 h | 5      |
| Mixed                                                             |            |           |        |
| Georgia Taylor-Brown Jessica Learmonth Alex Yee Jonathan Brownlee | Staffel    | 1:23:41 h | Gold   |

### Turnen

#### Gerätturnen
Am 24. Mai 2021 wurde bekannt, welche männlichen Turnier Großbritannien bei den Olympischen Sommerspielen in Tokio repräsentieren werden. Unter ihnen waren neben dem zweimaligen Olympiasieger Max Whitlock, der zum dritten Mal bei den Spielen an den Start ging, drei Debütanten.
| Athleten                                                        | Wettbewerb           | Qualifikation | Qualifikation | Finale        | Finale        | Rang   |
| Athleten                                                        | Wettbewerb           | Punkte        | Rang          | Punkte        | Rang          | Rang   |
| --------------------------------------------------------------- | -------------------- | ------------- | ------------- | ------------- | ------------- | ------ |
| Frauen                                                          |                      |               |               |               |               |        |
| Jennifer Gadirova                                               | Boden                | 13,800        | 9             | 13,233        | 7             | 7      |
| Jessica Gadirova                                                | Boden                | 14,033        | 5             | 14,000        | 6             | 6      |
| Alice Kinsella                                                  | Boden                | 12,766        | 41            | ausgeschieden | ausgeschieden | 41     |
| Amelie Morgan                                                   | Boden                | 12,466        | 57            | ausgeschieden | ausgeschieden | 57     |
| Jennifer Gadirova                                               | Schwebebalken        | 13,300        | 24            | ausgeschieden | ausgeschieden | 24     |
| Jessica Gadirova                                                | Schwebebalken        | 12,866        | 39            | ausgeschieden | ausgeschieden | 39     |
| Alice Kinsella                                                  | Schwebebalken        | 12,100        | 63            | ausgeschieden | ausgeschieden | 63     |
| Amelie Morgan                                                   | Schwebebalken        | 13,033        | 34            | ausgeschieden | ausgeschieden | 34     |
| Jessica Gadirova                                                | Sprung               | 14,350        | 13            | ausgeschieden | ausgeschieden | 13     |
| Jennifer Gadirova                                               | Stufenbarren         | 13,066        | 43            | ausgeschieden | ausgeschieden | 43     |
| Jessica Gadirova                                                | Stufenbarren         | 13,800        | 29            | ausgeschieden | ausgeschieden | 29     |
| Alice Kinsella                                                  | Stufenbarren         | 12,633        | 57            | ausgeschieden | ausgeschieden | 57     |
| Amelie Morgan                                                   | Stufenbarren         | 13,833        | 28            | ausgeschieden | ausgeschieden | 28     |
| Jennifer Gadirova                                               | Mehrkampf Einzel     | 54,699        | 17            | 53,533        | 13            | 13     |
| Jessica Gadirova                                                | Mehrkampf Einzel     | 55,199        | 12            | 53,965        | 10            | 10     |
| Alice Kinsella                                                  | Mehrkampf Einzel     | 51,665        | 48            | ausgeschieden | ausgeschieden | 48     |
| Amelie Morgan                                                   | Mehrkampf Einzel     | 53,190        | 33            | ausgeschieden | ausgeschieden | 33     |
| Jennifer Gadirova Jessica Gadirova Alice Kinsella Amelie Morgan | Mehrkampf Mannschaft | 163,396       | 6             | 164,096       | 3             | Bronze |
| Männer                                                          |                      |               |               |               |               |        |
| Joe Fraser                                                      | Boden                | 14,066        | 23            | ausgeschieden | ausgeschieden | 23     |
| James Hall                                                      | Boden                | 13,866        | 29            | ausgeschieden | ausgeschieden | 29     |
| Giarnni Regini-Moran                                            | Boden                | 14,666        | 12            | ausgeschieden | ausgeschieden | 12     |
| Joe Fraser                                                      | Pauschenpferd        | 14,666        | 11            | ausgeschieden | ausgeschieden | 11     |
| James Hall                                                      | Pauschenpferd        | 14,100        | 21            | ausgeschieden | ausgeschieden | 21     |
| Giarnni Regini-Moran                                            | Pauschenpferd        | 12,166        | 65            | ausgeschieden | ausgeschieden | 65     |
| Max Whitlock                                                    | Pauschenpferd        | 14,900        | 5             | 15,583        | 1             | Gold   |
| Joe Fraser                                                      | Ringe                | 14,400        | 12            | ausgeschieden | ausgeschieden | 12     |
| James Hall                                                      | Ringe                | 13,733        | 30            | ausgeschieden | ausgeschieden | 30     |
| Giarnni Regini-Moran                                            | Ringe                | 13,366        | 42            | ausgeschieden | ausgeschieden | 42     |
| Giarnni Regini-Moran                                            | Sprung               | 14,000        | 15            | ausgeschieden | ausgeschieden | 15     |
| Joe Fraser                                                      | Barren               | 15,400        | 7             | 14,500        | 8             | 8      |
| James Hall                                                      | Barren               | 14,333        | 36            | ausgeschieden | ausgeschieden | 36     |
| Giarnni Regini-Moran                                            | Barren               | 14,933        | 20            | ausgeschieden | ausgeschieden | 20     |
| Max Whitlock                                                    | Barren               | 14,100        | 40            | ausgeschieden | ausgeschieden | 40     |
| Joe Fraser                                                      | Reck                 | 13,933        | 19            | ausgeschieden | ausgeschieden | 19     |
| James Hall                                                      | Reck                 | 14,066        | 15            | ausgeschieden | ausgeschieden | 15     |
| Giarnni Regini-Moran                                            | Reck                 | 13,100        | 44            | ausgeschieden | ausgeschieden | 44     |
| Max Whitlock                                                    | Reck                 | 13,400        | 30            | ausgeschieden | ausgeschieden | 30     |
| Joe Fraser                                                      | Mehrkampf Einzel     | 86,298        | 5             | 84,499        | 9             | 9      |
| James Hall                                                      | Mehrkampf Einzel     | 84,431        | 16            | 84,598        | 8             | 8      |
| Giarnni Regini-Moran                                            | Mehrkampf Einzel     | 82,831        | 23            | ausgeschieden | ausgeschieden | 23     |
| Joe Fraser James Hall Giarnni Regini-Moran Max Whitlock         | Mehrkampf Mannschaft | 256,594       | 5             | 255,760       | 4             | 4      |

#### Trampolinturnen
| Athleten        | Wettbewerb | Qualifikation | Qualifikation | Finale        | Finale        | Rang   |
| Athleten        | Wettbewerb | Punkte        | Rang          | Punkte        | Rang          | Rang   |
| --------------- | ---------- | ------------- | ------------- | ------------- | ------------- | ------ |
| Frauen          |            |               |               |               |               |        |
| Bryony Page     | Einzel     | 104,660       | 3             | 55,735        | 3             | Bronze |
| Laura Gallagher | Einzel     | 53,335        | 15            | ausgeschieden | ausgeschieden | 15     |

### Wasserspringen
| Athleten                       | Wettbewerb            | Vorkampf | Vorkampf | Halbfinale    | Halbfinale    | Finale        | Finale        | Rang   |
| Athleten                       | Wettbewerb            | Punkte   | Rang     | Punkte        | Rang          | Punkte        | Rang          | Rang   |
| ------------------------------ | --------------------- | -------- | -------- | ------------- | ------------- | ------------- | ------------- | ------ |
| Frauen                         |                       |          |          |               |               |               |               |        |
| Grace Reid                     | Kunstspringen 3 m     | 268,15   | 19       | ausgeschieden | ausgeschieden | ausgeschieden | ausgeschieden | 19     |
| Scarlett Mew Jensen            | Kunstspringen 3 m     | 243,45   | 22       | ausgeschieden | ausgeschieden | ausgeschieden | ausgeschieden | 22     |
| Lois Toulson                   | Turmspringen 10 m     | 314,00   | 7        | 311,10        | 9             | 289,6         | 9             | 9      |
| Andrea Spendolini-Sirieix      | Turmspringen 10 m     | 307,70   | 10       | 314,00        | 8             | 305,50        | 7             | 7      |
| Grace Reid Katherine Torrance  | Synchronspringen 3 m  | —        | —        | —             | —             | 269,10        | 6             | 6      |
| Eden Cheng Lois Toulson        | Synchronspringen 10 m | —        | —        | —             | —             | 289,26        | 7             | 7      |
| Männer                         |                       |          |          |               |               |               |               |        |
| Jack Laugher                   | Kunstspringen 3 m     | 445,05   | 6        | 514,75        | 3             | 518,00        | 3             | Bronze |
| James Heatly                   | Kunstspringen 3 m     | 458,40   | 4        | 454,85        | 4             | 411,00        | 9             | 9      |
| Tom Daley                      | Turmspringen 10 m     | 453,70   | 4        | 462,90        | 4             | 548,25        | 3             | Bronze |
| Noah Williams                  | Turmspringen 10 m     | 309,55   | 27       | ausgeschieden | ausgeschieden | ausgeschieden | ausgeschieden | 27     |
| Daniel Goodfellow Jack Laugher | Synchronspringen 3 m  | —        | —        | —             | —             | 382,80        | 7             | 7      |
| Tom Daley Matty Lee            | Synchronspringen 10 m | —        | —        | —             | —             | 471,81        | 1             | Gold   |